# Seini Barakat
Seini Barakat – Untertitel: Diener des Sultans, Freund des Volkes – (arabisch الزيني بركات, az-Zaynī Barakāt) ist der erste große Roman des ägyptischen Schriftstellers Gamal al-Ghitani, veröffentlicht im Jahr 1974 in ägyptischem Arabisch und seitdem in mehrere Sprachen übersetzt.

## Handlung
Der Roman spielt im Kairo der Endzeit der Herrschaft der Mameluken in Ägypten, zwischen den Jahren 1507 bis 1517 christlicher Zeitrechnung (912 bis 922 islamischer Zeitrechnung).
Als der bisherige „Inhaber des Amtes der Aufsicht über die Öffentliche Ordnung“ (etwa die Position eines Innenministers im Staat des Sultans von Ägypten) wegen ausufernder Korruption und Willkür aus seinem Amt entfernt wird, wird zur allgemeinen Verwunderung der bisher weitgehend unbekannte Seini Barakat Ibn Musa sein Nachfolger. Dieser, eine starke und charismatische Persönlichkeit, lässt zwar viele Untergebene seines Vorgängers im Amt, verfolgt jedoch einen sehr unorthodoxen Amtsstil: Im Unterschied zu allen seinen bekannten Vorgängern stützt er seine Herrschaft auf das breite Volk, dem er Gehör und Gerechtigkeit verspricht. Mit unermüdlichem Einsatz versteht er es, diesem Anspruch in erheblichem Maße gerecht zu werden und gleichzeitig seine Position gegenüber den anderen Großen des Reiches und den etablierten Amtsträgern zu sichern. Er demonstriert Volksnähe und Durchsetzungsstärke, auch gegenüber hochgestellten Persönlichkeiten, ohne an den überkommenen Grundlagen des Herrschaftssystems zu rütteln. Dabei lässt er die etablierten Unterdrückungsorgane in seinem Sinne gewähren, treibt hohe Steuern ein und schreckt auch vor brutalen Maßnahmen nicht zurück. Durch seine Amtsführung, die für Ordnung und eine gewisse Begrenzung der Korruption sorgt, erreicht er ungeheure Beliebtheit, steigert das Ansehen des Herrschaftssystems im Volke und kann in der Folge seine Machtposition weiter ausbauen.
Seine Amtszeit scheint zu enden, als das Osmanische Reich 1517 Kairo einnimmt und das Mamelukenreich erobert. Im letzten Absatz des Buches wird angedeutet, dass er jedoch auch unter den Osmanen seine Stellung im Wesentlichen behalten kann.

## Figuren und Erzählperspektive
Obwohl die Titelfigur von zentraler Bedeutung ist, taucht sie in der Erzählung nur selten persönlich auf, und wenn, dann zumeist als Redner bei öffentlichen Auftritten oder indirekt durch offizielle Verlautbarungen. Stattdessen wird der Erzählverlauf von einer Reihe von Nebenfiguren getragen, deren Sicht auf die Dinge in jeweils mit ihrem Namen überschriebenen Unterkapiteln erzählt wird. Die wichtigsten sind:
- Viasconti Gianti ein venezianischer Weltreisender, der sich zu mehreren wichtigen Zeitpunkten in Kairo aufhält und seine Beobachtungen aus der Perspektive eines neutralen Fremden aufzeichnet.
- Sakaria Ibn Radi ist der langjährige Chef des herrscherlichen Geheimdienstes und ein geradezu besessener Geheimdienstler, der unermüdlich danach trachtet, mittels eines riesigen Systems von Informanten möglichst alles und jedes in Erfahrung zu bringen, was in Kairo und im Reich geschieht. Auch nur vage umstürzlerischer Absichten verdächtige Personen lässt er festnehmen und in Foltergefängnisse stecken. Er wundert sich, von Seini bei dessen Machtübernahme in seiner Position belassen worden zu sein, denkt jedoch unablässig darüber nach, wie er seinen Vorgesetzten – in seinen Augen ein Emporkömmling – aus dem Amt kippen kann.
- Scheich Abu Suud ist ein hochbetagter Religionsgelehrter, lebenserfahren, gerechtigkeitsliebend und allgemein hoch angesehen. Er erweist sich bei vielen entscheidenden Gelegenheiten als graue Eminenz des Mamelukenreiches.
- Said Guhaini, Student an der Azhar-Universität und Schüler Abu Suuds, ist ein unabhängig denkender, aber keineswegs aufrührerischer Kopf, der sich neben den öffentlichen Angelegenheiten auch für das Studentenleben und Frauen interessiert. Durch einige unklare Äußerungen, die von Spitzeln nach oben berichtet werden, erregt er Verdacht und wird für zwei Jahre eingesperrt und gefoltert.
- Amr Ibn Adawi, Student an der Azhar-Universität, vor allem aber ein ehrgeiziger Spitzel der Kairoer Geheimpolizei, der beflissen alles, was er sieht und hört, an seine Vorgesetzten rapportiert. Von niederer Herkunft, ängstlich, wichtigtuerisch und feige, genießt er seine Machtstellung, die daraus entsteht, dass viele seiner Mitmenschen seine engen Verbindungen zur Macht ahnen. Nachdem Said Guhaini aufgrund Amrs Spitzeltätigkeit festgenommen wurde, wird er von seinen Mitstudenten bloßgestellt und aus der Azhar ausgeschlossen.

Ein erheblicher Anteil der Handlung wird zudem durch eingeschobene Berichte, Briefe, Redemanuskripte und Bekanntmachungen erzählt.

## Thematik
Hauptthema des Buches ist die Beschreibung eines korrupten Überwachungsstaates und das Leben der Menschen, die darin auf unterschiedliche Weise deformiert werden. Man kann den Roman als Beschreibung von Gamal Abdel Nassers Herrschaftssystem lesen, der von seinem Amtsantritt als Ministerpräsident nach dem Militärputsch in Ägypten 1952 das Land bis zu seinem Tode 1970 zunehmend autoritär regierte. Wie der Politiker Nasser agiert die Romanfigur Seini Barakat populistisch-nationalistisch und vereinigt im Laufe der Jahre immer mehr Ämter in seiner Person, bei gleichzeitigem Ausbau des Überwachungsstaates.

## Ausgaben
- Arabische Originalausgabe erschienen in Damaskus 1974
- Seini Barakat. Diener des Sultans, Freund des Volkes: deutsch von Hartmut Fähndrich. Lenos Verlag, Basel 1988/1996.